# Écologie et progrès

Écologie et progrès est une revue française sur l'écologie, l'environnement, le développement durable, toutes choses étant inséparables du progrès technique, scientifique, économique et social.

## Historique
Elle fut créée par Alain Pelosato, qui commença par diriger un ouvrage collectif intitulé Écologie et Progrès en 1996, suivi d'une deuxième ouvrage qu'il a également dirigé intitulé Écologie et Civilisation en 1998, ouvrages édités aux éditions « Naturellement ».
Puis a suivi la parution de la revue elle-même, d'abord aux éditions « Naturellement » qui en a publié trois numéros de mai 2002 à juillet 2003, jusqu'au dépôt de bilan de la maison d'édition. Les éditions Eons ont publié le numéro 4 en mars 2005, puis le numéro 5 a été édité en novembre 2005 en téléchargement gratuit sur le site de la revue.
Après une interruption de plusieurs années due aux problèmes de publication d'un autre organe de presse dont s'occupe Alain Pelosato, ce dernier tente de réunir une nouvelle équipe pour poursuivre la publication de la revue en téléchargement gratuit sur son site.

## Publications
(Avec Alain Pelosato en tant que directeur de la publication).
- Pascal Acot et al., Écologie et progrès, Pantin, Ed. Naturellement, coll. « Collection Témoins », 1996, 323 p., 21 cm (ISBN 2-910370-31-3 et 978-2-910370-31-2, OCLC 489724721, BNF 35863324, SUDOC 007632509, présentation en ligne). .
- Francis Dard, Sylvie Mayer et al., Écologie et civilisation, Pantin, Ed. Naturellement, coll. « Collection Témoins », 1998, 255 p., 21 cm (ISBN 2-910370-42-9 et 978-2-910370-42-8, OCLC 467090322, BNF 36709154, SUDOC 010657215, présentation en ligne, lire en ligne). .
- Actualité de l'air !  (ill. Jean-Pierre Andrevon), Givors, Éd. Naturellement (no 1), mai 2002, 21 cm (présentation en ligne).
- Bernard Lerouge, Tchernobyl 16 ans après !, Givors, Éd. Naturellement (no 2), décembre 2002, 21 cm (lire en ligne).
- Pascal Saffache, Aménagement, environnement et développement dans les DOM TOM, Givors, sfm éditions (no 3), juillet 2003, 21 cm (présentation en ligne).
- Pascal Saffache, Joseph Mavoungo et al., Risque sismique, intercommunalité, orpaillage en Guyane…  Pollution olfactive, Pr Pellerin, Tokamaks…, Givors, éditions Eons (no 4), mars 2005, 102 p., 21 cm (ISBN 2-7544-0190-3, lire en ligne [PDF]).
- Rémi Mogenet, Joseph Mavoungo et al., Association « Bergerie d'Orgevat », le volcan sous-marin Kick'em Jenny, les coraux dans la Caraïbe, fonte de l'arctique…, Givors, Sfmag (no 5), novembre 2005, 72 p., 21 cm (lire en ligne [PDF]).